# Língua umiray dumaget agta
Umiray Dumaget Agta é uma língua Aeta falada por cerca de somente 3 mil pessoas em  Luzon, Filipinas.

## Localização
Umiray Dumaget é falado ao longo da costa do Pacífico oriental de Luzon, logo ao sul de Baler, Aurora (província) até a área de Infanta (Quezon) e na costa norte de Polillo (ilha) (Himes 2002: 275-276). Himes (2002) relata pouca variação dialetal. relata os seguintes locais para Umiray Dumaget (Central Agta).
- Rio Umiray ,Quezon
- Dibut, San Luis, Aurora]
- Bunbun, Panakulan, Polillo, Quezon

## Escrita
A língua uma forma do alfabeto latino ensinada por missionários. Não se usam as letras C,F,J, K, Q, V, X, Z; Usa-se a forga Ng.

## Fonologia

### Consoantes
|             |             | Labial | Alveolar | Palatal | Velar | Glotal |
| ----------- | ----------- | ------ | -------- | ------- | ----- | ------ |
| Plosive     | surda       | p      | t        |         | k     | (ʔ)    |
| Plosive     | sonora      | b      | d        |         | ɡ     |        |
| Nasal       | Nasal       | m      | n        |         | ŋ     |        |
| Fricativa   | Fricativa   |        | s        |         |       |        |
| Vibrante    | Vibrante    |        | r        |         |       |        |
| Lateral     | Lateral     |        | l        |         |       |        |
| Aproximante | Aproximante | w      |          | j       |       |        |

[ʔ] only appears in loanwords.<

### Vogais
|         | Anterior]] | Posterior |
| ------- | ---------- | --------- |
| Fechada | i          | u         |
| Aberta  | a          | a         |

## Classificação
Umiray Dumaget é difícil de classificar. Himes (2002) postula uma conexão como a família Grande Central das Filipinas. No entanto, Lobel (2013: 230) acredita que Umiray Dumaget pode ser um ramo principal das línguas filipinas, ou pode estar relacionado às [línguas de Luzon do nordeste, Sambali-Ayta (línguas de Luzon centrais), ou Língua manide e Inagta Alabat. De acordo com Lobel, Umiray Dumaget não faz subgrupos nas línguas filipinas centrais ou mesmo nos rumo Filipino central (Lobel 2013: 275).

## Amostra de texto
Mateus 6:9-1
9.	Ta magioyo i pagpanalangin yu, ‘Ama de langot a pepodian mi, buot mi tebe a magpodi dikamo i pesan a kaagtaan
10.	a gekaduman pala i innawa de ni kapan-yedihan yu, a yeyedi de pan i kabuotan yu dio de putok i a magi peyedi ni katabeng yu de langot.
11.	Biyen yu ikami ni sukul a pápangan mi, adow adow.
12.	Pati pakeeyenan yu ikami ni mammalotin mi a magi pagpatáwad mi pala de nagkasala dikami.
13.	Ta wet yu ikami pabiyaan de pagsubuk a mahigpetin pati palayuin yu dikami i Satanas. Ta ikamo i te kapangyedihan, tibong pati gepakaingap magpakapide pa man. Iwina i matud.’Source: 
Português
9. Assim, portanto, orai: Pai nosso que estás nos céus, santificado seja o teu nome.
10. Venha o teu reino. Seja feita a tua vontade, assim na terra como no céu.
11. O pão nosso de cada dia nos dá hoje.
12. E perdoe nossas dívidas, assim como perdoamos nossos devedores.
13. E não nos deixes cair em tentação, mas livra-nos do mal; porque teu é o reino, e o poder, e a glória, para sempre. Amém.